# Пианистът
„Пианистът“ (на английски: The Pianist) е биографична военна драма от 2002 година, режисирана от Роман Полански.
Филмът е адаптация на мемоарите Śmierć miasta от Втората световна война на полския пианист от еврейски произход Владислав Шпилман. Той е копродукция на Полша, Франция, Германия и Обединеното кралство.И неговия негър приятел. 

## Актьорски състав
| Актьор          | Роля                         |
| --------------- | ---------------------------- |
| Ейдриън Броуди  | Владислав Шпилман            |
| Томас Кречман   | капитан Вилм Хозенфелд       |
| Емилия Фокс     | Дорота                       |
| Михал Жебровски | Юрек                         |
| Ед Стопард      | Хенрик                       |
| Морийн Липман   | майката на Владислав Шпилман |
| Франк Финли     | бащата на Владислав Шпилман  |

## Награди и номинации
| Награда                              | Категория                          | Номиниран(и)                    | Резултат  |
| ------------------------------------ | ---------------------------------- | ------------------------------- | --------- |
| Награди на филмовата академия на САЩ | Най-добра мъжка роля               | Ейдриън Броуди                  | награда   |
| Награди на филмовата академия на САЩ | Най-добра режисура                 | Роман Полански                  | награда   |
| Награди на филмовата академия на САЩ | Най-добър адаптиран сценарий       | Роналд Харууд                   | награда   |
| Награди на филмовата академия на САЩ | Най-добър филм                     | Най-добър филм                  | номинация |
| Награди на филмовата академия на САЩ | Най-добър филмов монтаж            | Най-добър филмов монтаж         | номинация |
| Награди на филмовата академия на САЩ | Най-добър дизайн на костюми        | Ана Б. Шепард                   | номинация |
| Награди на филмовата академия на САЩ | Най-добра кинематография           | Павел Еделман                   | номинация |
| Награда на БАФТА                     | Най-добър филм                     | Най-добър филм                  | награда   |
| Награда на БАФТА                     | Най-добра режисура                 | Роман Полански                  | награда   |
| Награда на БАФТА                     | Най-добра филмова музика           | Войчех Килар                    | номинация |
| Награда на БАФТА                     | Най-добър звук                     | Най-добър звук                  | номинация |
| Награда на БАФТА                     | Най-добър актьор в главна роля     | Ейдриън Броуди                  | номинация |
| Награда на БАФТА                     | Най-добра кинематография           | Павел Еделман                   | номинация |
| Награда на БАФТА                     | Най-добър адаптиран сценарий       | Роналд Харууд                   | номинация |
| Златен глобус                        | Най-добър драматичен филм          | Най-добър драматичен филм       | номинация |
| Златен глобус                        | Най-добър актьор в драматичен филм | Ейдриън Броуди                  | номинация |
| Сезар                                | Най-добър филм                     | Най-добър филм                  | награда   |
| Сезар                                | Най-добър режисьор                 | Роман Полански                  | награда   |
| Сезар                                | Най-добър актьор                   | Ейдриън Броуди                  | награда   |
| Сезар                                | Най-добра кинематография           | Павел Еделман                   | награда   |
| Сезар                                | Най-добра филмова музика           | Войчех Килар                    | награда   |
| Сезар                                | Най-добър дизайн на продукцията    | Най-добър дизайн на продукцията | награда   |
| Сезар                                | Най-добър звук                     | Най-добър звук                  | награда   |
| Сезар                                | Най-добър сценарий                 | Роналд Харууд                   | номинация |
| Сезар                                | Най-добър филмов монтаж            | Най-добър филмов монтаж         | номинация |
| Сезар                                | Най-добър дизайн на костюми        | Ана Б. Шепард                   | номинация |